# Gobemoucheron à queue noire
Polioptila melanura
Espèce
Statut de conservation UICN

 LC  : Préoccupation mineure
Répartition géographique
Le Gobemoucheron à queue noire (Polioptila melanura) est une espèce de passereau de la famille Polioptilidae.

## Description
Ce petit oiseau de 11 à 13 cm de longueur est gris dessus, presque blanc dessous. Le mâle en plumage nuptial possède une calotte noire qui descend jusqu'aux yeux. La queue est noire, avec les coins blancs. Les mâles en plumage internuptial, les femelles et les juvéniles sont plus ternes.
Le Gobemoucheron à queue noire peut être confondu avec le Gobemoucheron gris-bleu (Polioptila caerulea), d'autant plus que leurs aires de répartition coïncident dans le sud-ouest de l'Amérique du Nord. La distinction se fait grâce au-dessous de la queue, qui est noir chez le Gobemoucheron à queue noire, avec, de chaque côté, juste une zone blanche à l'extrémité de la rectrice la plus externe tandis que chez le Gobemoucheron gris-bleu, le dessous de la queue est essentiellement blanc.

## Comportement
Il vit en couple toute l'année, défendant son territoire et furetant à basse altitude une variété d'araignées et d'insectes (que contrairement au gobemoucheron gris-bleu il attrape au sol plutôt qu'en plein vol).

## Répartition et habitat
Cet oiseau vit dans les déserts et zones arides, généralement à basse altitude. Son aire de répartition couvre le sud de la Californie, le Nevada, l'Arizona, le Nouveau-Mexique et le Texas, aux États-Unis, et s'étend au sud jusqu'au Mexique.

## Galerie

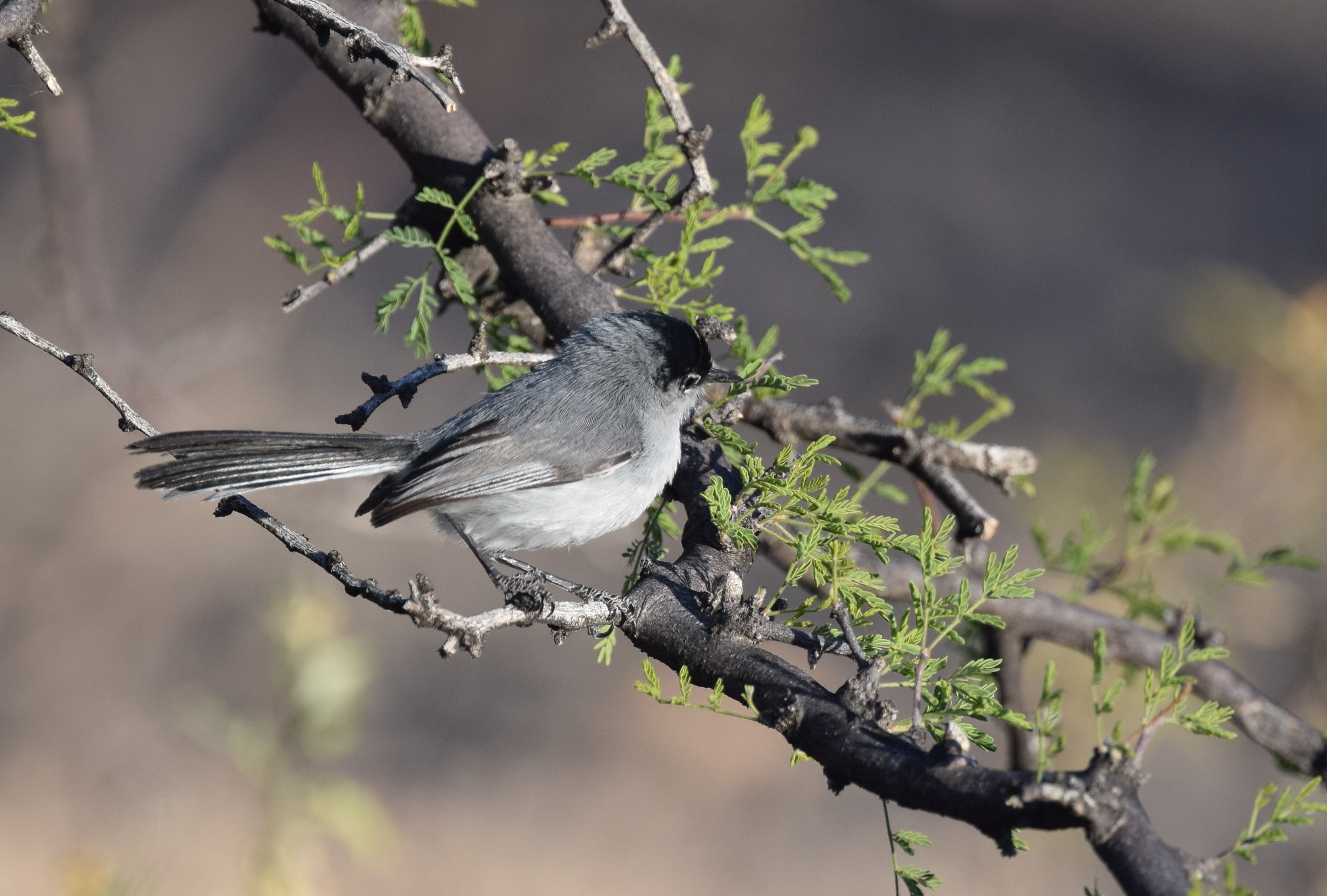
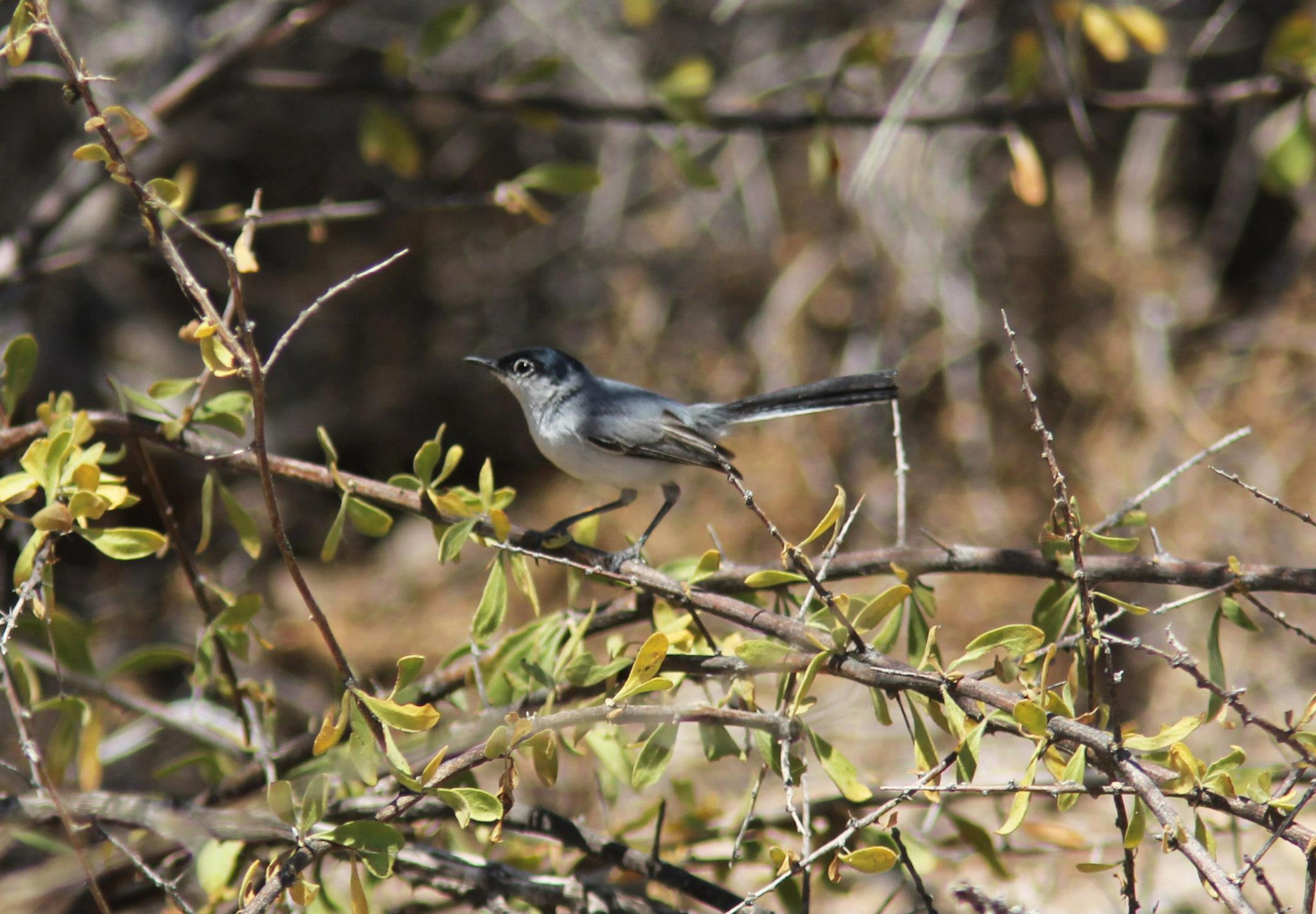
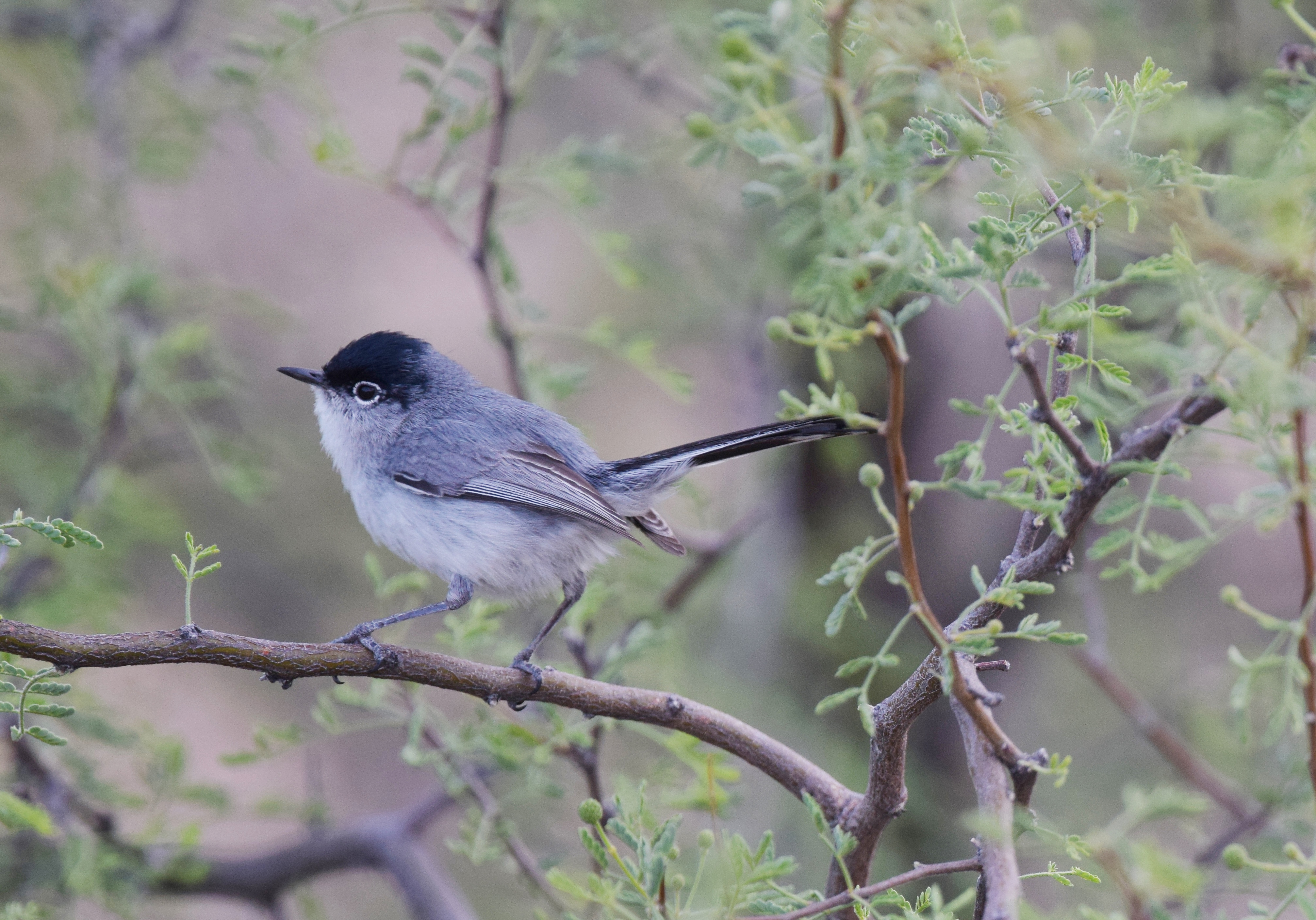